# Museo Arqueológico de Milos
El Museo Arqueológico de Milos es uno de los museos de Grecia. Se encuentra ubicado en la isla de Milos, perteneciente al archipiélago de las Cícladas. Se encuentra en un edificio de estilo neoclásico construido en 1870, diseñado por Ernst Ziller. Fue inaugurado en 1985. Posteriormente ha tenido una renovación que concluyó con su reinauguración en 2022.
Contiene una serie de piezas arqueológicas de la isla, entre las que se encuentran objetos procedentes del importante yacimiento prehistórico de Filakopí (aunque muchas piezas destacadas de este yacimiento se hallan en otros museos). Hay también esculturas, relieves, inscripciones y hojas de obsidiana. La obsidiana procedente de la isla de Milos fue una materia fundamental de las primeras culturas del Egeo, sobre todo en la civilización cicládica. 

## Colecciones
La colección se encuentra distribuida en cuatro salas de exposición y un espacio al aire libre adicional. En la sala A hay una reproducción de la famosa Venus de Milo cuyo original se halla en el Museo del Louvre de París, además de numerosas herramientas de obsidiana. La sala B alberga los hallazgos prehistóricos desde el quinto milenio hasta finales del segundo milenio a. C. La mayoría proceden del yacimiento de Filakopí. Entre ellos se encuentran piezas de cerámica y estatuillas, entre las que destaca la denominada «Dama de Filakopí», que representaba tal vez a una divinidad o a una sacerdotisa. La sala C contiene piezas de cerámica de periodos posteriores, desde el periodo geométrico hasta la época romana. También alberga monedas, herramientas y objetos de la vida cotidiana de esas épocas. Por último, la sala D contiene las esculturas de los periodos helenístico y romano, entre las que destaca una de un sacerdote de Dioniso. También contiene ofrendas votivas entre las que se hallan algunas piezas con inscripciones en alfabeto de Milos, una versión del alfabeto griego particular de la isla que tenía 21 signos de escritura.
|                                                                   |
| Figura que representa una casa abovedada del tercer milenio a. C. |

|                                             |
| Hojas de obsidiana del tercer milenio a. C. |

|                                                                                       |
| Figurilla de terracota conocida como la «dama de Filakopí» (hacia el siglo XIV a. C.) |

|                                                          |
| Figurillas de terracota (periodo heládico reciente IIIC) |

|                                                                         |
| Ánfora con representación de Dioniso y una ménade (hacia 650-600 a. C.) |

|                                                           |
| Estatua de Mario Trofimo, sacerdote de Dioniso (siglo II) |